# Большое Поле (Чердынский район)
Большое Поле — упразднённая деревня в Чердынском городском округе Пермского края России. На момент упразднения входила в состав Искорского сельсовета. Исключена из учётных данных в 1993 году.

## География
Деревня находилась в северной части края, в районе среднетаёжных пихтово-еловых лесов, севернее реки Низьва (приток Колвы), на расстоянии приблизительно 3 километров (по прямой) к юго-востоку от села Искор.

### Климат
Климат характеризуется как умеренно континентальный, с продолжительной холодной зимой и умеренно тёплым коротким летом. Средняя многолетняя температура самого холодного месяца (января) составляет −16,4 °C (абсолютный минимум — −46 °С), температура самого тёплого (июля) — +16,8 °C (абсолютный максимум — 36 °С). Среднегодовое количество осадков — 605 мм. При этом большинство (две трети от общего количества) осадков выпадает в тёплый период (с апреля по октябрь). Продолжительность безморозного периода составляет 109 дней.

## История
В «Списке населённых мест Российской империи» 1869 года населённый пункт упомянут как деревня Чердынского уезда Пермской губернии, при ключах, расположенная в 31 версте от уездного города. В деревне насчитывалось 32 двора. Действовала православная часовня.
В 1908 году в деревне, относящейся к Больше-Польскому обществу Ныробской волости Чердынского уезда, имелось 59 дворов. В этноконфессиональном составе населения того периода преобладали русские православного вероисповедания.
По данным переписи 1926 года имелось 75 хозяйств, русских по национальности. В административном отношении являлась административным центром Больше-Польского сельсовета Ныробского района Верхне-Камского округа Уральской области.
В 1963 году числилась как населённый пункт Искорского сельсовета Чердынского района. В 1981 году население составляло 10 человек.
Упразднена в 1993 году.

## Население
| 1869 | 1908 | 1926 | 1963 | 1969 | 1981 |
| ---- | ---- | ---- | ---- | ---- | ---- |
| 189  | ↗314 | ↗327 | ↘126 | ↘69  | ↘12  |